# Janet Robertson
Janet Pompert Robertson (nacida el 3 de diciembre de 1965 en Río Gallegos, provincia de Santa Cruz) es una política de las Islas Malvinas que se desempeñó como miembro de la Asamblea Legislativa por la circunscripción de Puerto Argentino/Stanley desde 2005 hasta 2009. Robertson fue elegida como miembro del Consejo Legislativo, que era la antigua denominación de la Asamblea Legislativa hasta la aplicación de la Constitución de 2009.

## Biografía
Robertson nació en la parte continental de Argentina en diciembre de 1965. Su madre, Ana Chiswell nació en Buenos Aires, se crio en el barrio de Belgrano y es descendiente de británicos. Su padre es un malvinense que tenía una estancia ovina cerca de Río Gallegos durante la década de 1960. Janet tiene un hermano llamado Pablo también nacido en el continente, que se desempeña actualmente como piloto de la Falkland Islands Government Air Service. Aún tiene familiares en la Argentina continental.
Su familia se trasladó a Puerto Esteban, al sur de la isla Gran Malvina, para trabajar para la Falkland Islands Company cuando tenía cuatro años, pero en 1975 regresó a la Argentina continental, donde estudió en el colegio Reydon de La Cumbre en la provincia de Córdoba junto con su hermano Pablo. Ambos habían recibido becas ortorgadas tras los acuerdos entre la Argentina y el Reino Unido en el marco de las negociaciones para la transferencia de soberanía de las islas. Luego ella se fue a estudiar a Gales en el Atlantic College, antes de obtener una licenciatura en Relaciones Internacionales en la Universidad de Sussex.
Ella fue elegida para el Consejo Legislativo en las elecciones generales de 2005, pero perdió su cargo cuatro años después en las elecciones generales de 2009. Ha participado y representado a las islas ante el Comité de Descolonización en Nueva York en 2008. Ella apoya el derecho de autodeterminación de la población malvinense y ha expresado críticas hacia el reclamo de soberanía argentino.